# La freccia di Poseidone
La freccia di Poseidone (Poseidon's Arrow) è un romanzo scritto da Clive Cussler e Dirk Cussler, appartenente alla serie de Le avventure di Dirk Pitt, di cui costituisce il ventiduesimo episodio.

## Trama
Il romanzo inizia nell'ottobre 1943 quando il sommergibile italiano Agostino Barbarigo viene intercettato da un velivolo antisommergibile Consolidated PBY Catalina nell'Oceano Indiano. Molto tempo dopo un nuovo sommergibile dotato di un sistema segretissimo di propulsione magnetoidrodinamica viene presentato in anteprima al Presidente degli Stati Uniti. Basato su una tecnologia che prevede l'impiego di Terre rare l'avanzatissimo motore diviene oggetto delle attenzioni di un paese orientale. Un industriale austriaco, specializzato in commercio dei metalli rari, si intromette nei collaudi del sommergibile. Ciò dà il via ad una emozionante serie di colpi di scena, tra spionaggio e attività illecite, con gli uomini della NUMA incaricati dal vicepresidente degli Stati Uniti, ammiraglio James Sandecker, di recuperare il propulsore ed i relativi progetti trafugati da alcuni uomini armati. Tutti gli uomini disponibili dell'agenzia, Dirk Pitt, Albert Giordino, Hiram Yaeger, Rudi Gunn, Dirk Pitt Junior, Summer Pitt, appoggiati da un'affascinante agente dell'NCIS, Ann Bennett, e dall'esperto in naufragi St Julien Perlmutter, vengono coinvolti nell'azione. L'avventura si dipana dal Cile, al Messico alle chiuse del Canale di Panama, fino al Madagascar. Il ritrovamento del relitto del sommergibile Barbarigo, con il suo carico misterioso, consentirà si risolvere un antico mistero.

## Edizioni in italiano
- Clive Cussler e Dirk Cussler, La freccia di Poseidone, traduzione di Andrea Carlo Cappi, La Gaja scienza, Longanesi, 21 novembre 2013,  p. 414, ISBN 9788830437906.
- Clive Cussler, La freccia di Poseidone: romanzo, traduzione di Andrea Carlo Cappi, Milano: Tea, 2015
- Clive Cussler e Dirk Cussler, La freccia di Poseidone, traduzione di Andrea Carlo Cappi, Tea più, TEA, 14 febbraio 2019,  p. 410, ISBN 9788850252923.
- Clive Cussler e Dirk Cussler, La freccia di Poseidone, traduzione di Andrea Carlo Cappi, SuperTEA, TEA, 12 luglio 2024,  p. 416, ISBN 9788850269525.

Inoltre il libro è stato tradotto in bulgaro, svedese, finlandese e altre lingue.